# Ernestine Cobern Beyer
Ernestine Cobern Beyer (ur. 1893, zm. 1972) – poetka i śpiewaczka amerykańska. Urodziła się 4 sierpnia 1893 w Ann Arbor w Washtenaw County w stanie Michigan. Jej rodzicami byli Camden McCormick Cobern (1855-1920) i Ernestine Clara Craft Cobern (1864-1927). W 1912 wyszła za mąż za Davida Stewarta Beyera. Miała troje dzieci, Richarda (ur. 1915), Barbarę (ur. 1921) i Janeth (ur. 1924). Zmarła 12 grudnia 1972. Znana jest przede wszystkim jako autorka książek dla dzieci.